# Adam Philipp XI. von Cronberg
Adam Philipp XI. von Cronberg (nach moderner Schreibweise auch Kronberg; geboren 1599; gestorben am 3. August 1634) war ein hessischer Reichsgraf und befehligte als Generalwachtmeister ein Kürassier-Regiment. Er kämpfte auf kaiserlich-katholischer Seite im Dreißigjährigen Krieg.

## Leben
Adam Philipp war der einzige Sohn von Johann Georg II. von Cronberg (1561–1608) und dessen Frau Anna Margret von Dalberg (gestorben 1629). Das Geschlecht der Cronbergs war zu seiner Geburt bereits in zwei konfessionelle Lager geteilt. Oberhaupt des Kronenstamms der Cronbergs auf Kronberg war der Protestant Hermann I. von Cronberg; Adam Philipp sollte sich hingegen zum katholischen Glauben bekennen. Nach dem frühen Tod des Vaters ließ sein Onkel, der kurfürstliche Erzbischof Johann Schweikhard I. von Cronberg, dem Lieblingsneffen eine ausgesuchte Erziehung zukommen. Schon 1611 nahm Adam Philipp einen Ehrenplatz in einer Huldigungsprozession an Johann Schweikhard I. ein, die dieser dem protestantischen Ort Kronberg abverlangt hatte.
Dem Einfluss Johann Schweikhards war es zu verdanken, dass Adam Philipp 1618 in den Freiherrenstand erhoben wurde, was später auf das gesamte Adelsgeschlecht der Cronbergs ausgedehnt wurde. Der junge Adelige übernahm im Alter von etwa 20 Jahren in der Frühphase des Dreißigjährigen Kriegs die Führung eines bayerischen Kürassier-Regiments, der Cronberg-Kürassiere, erkennbar an schwarzen Pferden und Harnischen sowie weißem Totenkopf auf dem Helm. Die „Unüberwindlichen“ waren bald auch abseits des Schlachtfelds gefürchtet, und Adam Philipp stand spätestens ab 1624 im Rang eines Obristen sowie ab ca. 1630 dem eines Generalwachtmeisters. Auch evangelische Familienmitglieder dienten in dem Regiment, so etwa Philipp X. von Cronberg, der 1637 bei Bonn von Meuterern im Regiment erschossen wurde.
Adam Philipp beherbergte im Krieg auf seinen Gütern spanisch-neapolitanische Soldaten, um die katholische Konfession in die Pfalz zu bringen. Diese erdolchten 1621 den dreizehnjährigen Sohn Hermanns I., Hartmut XIX. von Cronberg, beim Gebet, womit der Knabe das erste Todesopfer der Familie Cronberg in diesem Krieg war. 1622 wurde der einstige Stammsitz des Geschlechts (Eschborn) von Braunschweiger Truppen zerstört. 1624 verlangte Kurfürst Johann Schweikhard, dass anlässlich der bevorstehenden Heirat Adam Philipps ein katholischer Gottesdienst auf der Stammburg eingerichtet werden möge, was die evangelische Seite schließlich akzeptierte. Beim Tod des Cronberger Familienoberhaupts Hermann I. im Jahr 1626 ließ Johann Schweikhard verlauten, dass er auf dem Sterbebett zum katholischen Glauben konvertiert sei, und ließ entsprechend dem kaiserlich anerkannten Testament in Verbindung mit dem Grundsatz von Cuius regio, eius religio die protestantischen Geistlichen aus Kronberg ausweisen, übergab die Kirchen an Kapuziner und zwang die Untertanen, es ihrem verstorbenen Landesvater gleichzutun. Proteste aus der Familie, etwa von Schweikhart II. von Cronberg, wurden ignoriert, und auch nach dem Tod des Kurfürsten 1626 stand Kronberg unter katholischer Verwaltung. Beim Friedensschluss 1648 wurde dieser Konfessionswechsel aufgrund der Normaljahresregelung (1624) rückgängig gemacht.
Adam Philipp wurde 1624 von seinem Onkel mit Stadt und Schloss Wörth belehnt und eignete sich während des Kriegs selbst verschiedene Territorien an: 1623 erwarb er durch Fürsprache seines Onkels nach der Vertreibung des böhmisch-protestantischen Adels 23 Dörfer in Roth-Poritschen nahe Klattau (danach auch Kron-Poritschen); er erhielt 1625 die Herrschaft Flörchingen von der spanischen Krone. 1630 in den Stand eines Reichsgrafen erhoben, verlieh ihm der Kaiser die Exspektanz auf Hohengeroldseck (die er selbst nicht mehr erleben sollte), und er erhielt 1632 vom Kaiser das Amt Rothenberg zum Lehen.
Als Befehlshaber im Dreißigjährigen Krieg ging er verschiedentlich als besonders harter Besatzer in die Chroniken der lokalen Offiziellen ein. Er wurde 1632 kurz dem schwächelnden kaiserlichen Oberbefehlshaber Johann T’Serclaes von Tilly an die Seite gestellt, der aber noch im selben Jahr starb. Erwähnenswert sind Adam Philipps Teilnahme an der Schlacht bei Stadtlohn (1623), der ersten bei Breitenfeld (1631), der Schlacht an der Alten Veste (schwere Verwundung, 1632), einem Gefecht nahe Memmingen (Verwundung, 1633) und der Niederschlagung des Bayerischen Bauernaufstands 1634. Er starb 1634 im Augustinerkloster von Regensburg an der dort ausgebrochenen Pest.

## Familie und Nachkommen
Im Winter 1624/1625 ehelichte Adam Philipp Maria Sidonia von Daun, Gräfin von Falkenstein (gestorben 1675). Das Ehepaar hatte vier Kinder:
- Kraft Adolf Otto (1629–1692), verheiratet ab 1653 mit Maria Franziska von Oettingen-Baldern. Sie floh 1662 aus der Ehe und starb 1686; Kraft Adolf Otto heiratete 1687 in zweiter Ehe Charlotte Eleonore von Sayn-Wittgenstein. Er war als einziger Sohn Alleinerbe von Adam Philipp und regierte die zahlreichen Territorien mit so harter Hand, dass über ihn verschiedene Prozessakten und Beschwerdebriefe seiner misshandelten Untertanen bekannt sind. Seine vier ehelichen Kinder starben alle bereits vor 1692; von den drei bezeugten unehelichen Kindern starb zuletzt Adolf Wilhelm 1738 in Belgrad.
- Maria Diana heiratete 1669 Jochem Lenoncourt, Marquis de Marolles (Haus Lenoncourt) sowie in zweiter Ehe 1674 einen Graf von Boursel.
- Magdalena Isabella heiratete 1669 Philipp Franz von Sötern zu Dagstuhl und starb 1691 in Luxemburg.
- Magdalena Isabella Klara Eugenia heiratete 1664 Max Emanuel Wilhelm von Schönberg auf Wesel und starb 1682.